# یورگن ئی. لارسن
یورگن ئی. لارسن (دانمارکی: Jørgen E. Larsen؛ زادهٔ ۲۵ ژوئیهٔ ۱۹۴۵ – درگذشته ۷ فوریه ۲۰۲۰) یک بازیکن و مربی فوتبال اهل دانمارک بود.